# Chapellerie et charcuterie mécaniques
Chapellerie et charcuterie mécaniques je francouzský němý film z roku 1900. Režisérkou je Alice Guy (1873–1968). Film trvá zhruba jednu minutu a je volným dílem.
Alice Guy se pravděpodobně inspirovala snímkem La Charcuterie mécanique bratrů Lumièrů z roku 1895.

## Děj
Dva muži dávají do speciálního zařízení živé kočky. Následně do stroje nasypou sůl a nalijí vodu. Poté otočí řidicím kolem a z přístroje se spustí dlouhá uzenina a různé druhy klobouků.